# Rówień nad Karczmą

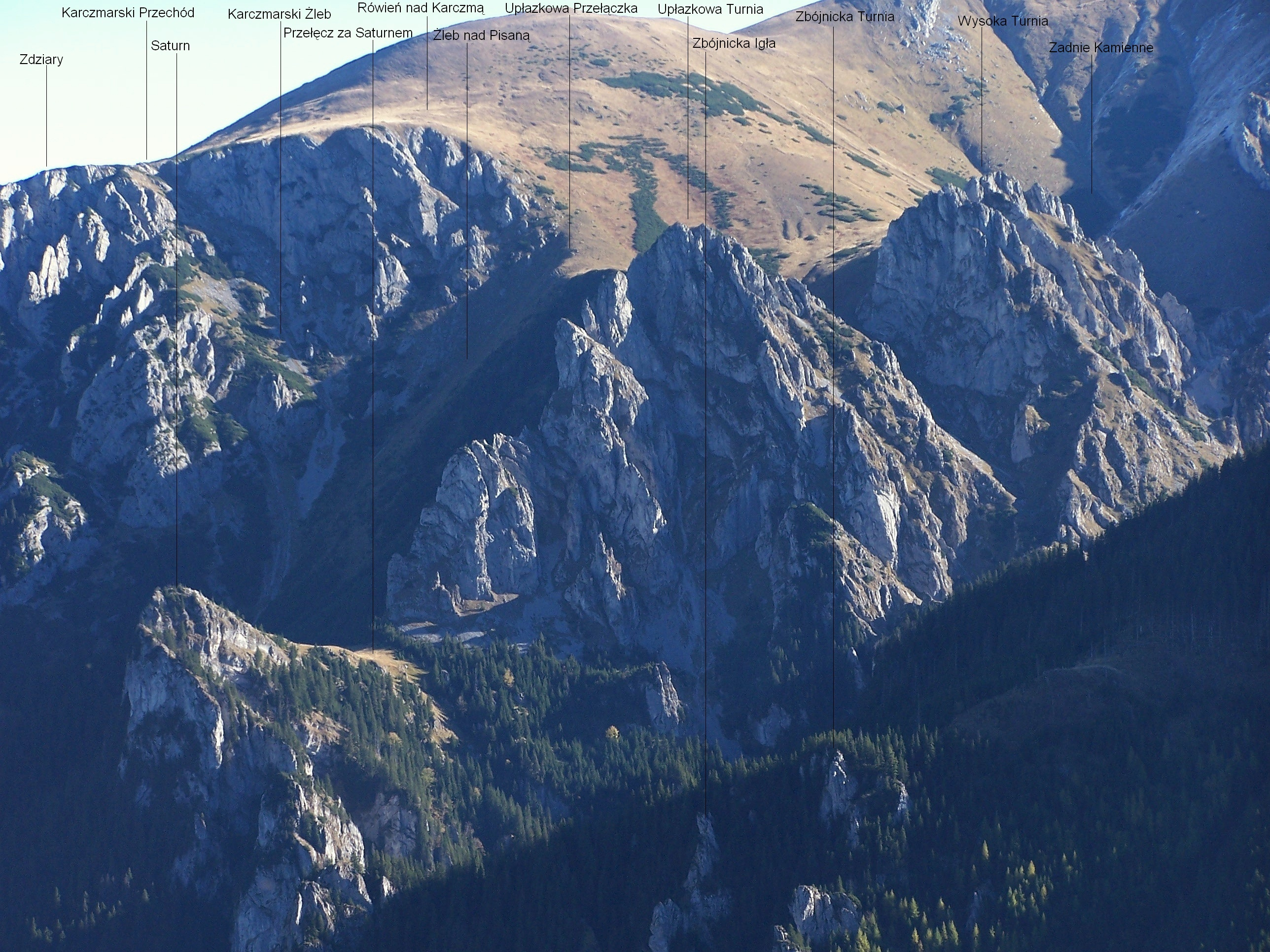
Widok z Ornaku

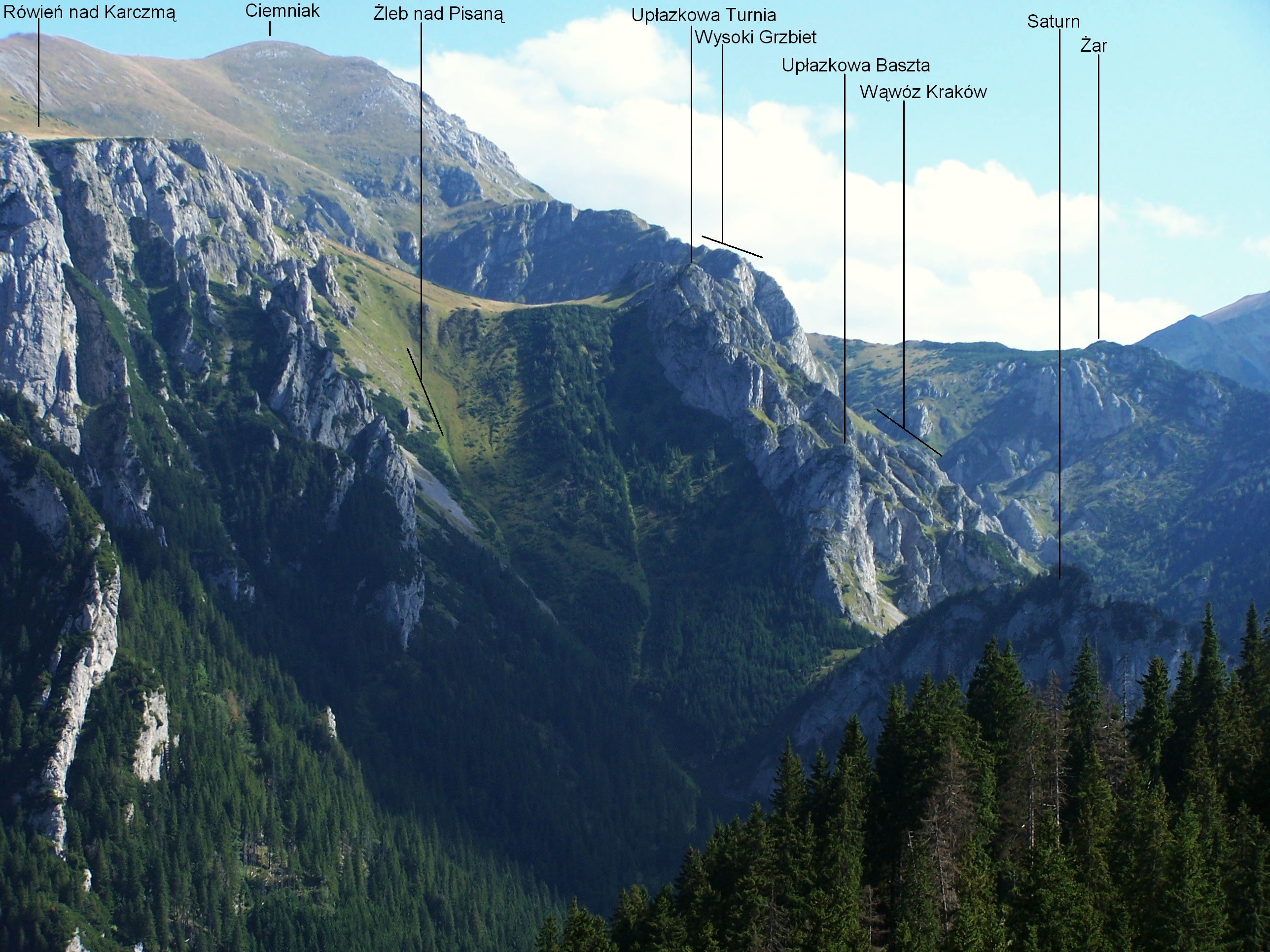
Widok z Polany na Stołach

Rówień nad Karczmą – rówień na zachodnich stokach Upłaziańskiej Kopy w polskich Tatrach Zachodnich (w północno-zachodniej grani Ciemniaka). Dawniej była wypasana, należała do Hali Upłaz. W jej łagodnie opadających na północ zboczach jest kilka źródełek, a miejsce to nazywa się Karczmą. W południowo-zachodnim kierunku do Przedniego Kamiennego opada z Równi nad Karczmą równomiernie nachylony trawiasty stok. Od zachodniej strony podcięta jest niemal pionową ścianą o wysokości około 100 m. Ściana ta opada do Pisaniarskiego Żlebu oraz Karczmarskiego Żlebu będącego jego odnogą. Poprowadzono w niej drogę wspinaczkową przez 100-metrowej wysokości Karczemny Komin (stopień trudności VI). Wielka encyklopedia tatrzańska zalicza tę ścianę do Zdziarów Pisaniarskich, Władysław Cywiński natomiast w swoim przewodniku Tatry. Tom 3 uznaje ją za ścianę Upłaziańskiej Kopy, a jako granicę między Zdziarami a Upłaziańską Kopą traktuje Karczmarski Przechód i opadający spod niego Karczmarski Żleb.
Rówień nad Karczmą to płaska i niemal pozioma łąka, położona na wysokości około 1700 m. Na jej zachodnim skraju znajduje się punkt zwornikowy dla dwóch grzbietów opadających do dna Doliny Kościeliskiej:
- grzbiet południowo-zachodni, zaczynający się początkowo trudno rozróżnialną w terenie wypukłością, dalej przechodzącą w grzbiet ciągnący się poprzez Upłazkową Przełączkę, Upłazkową Turnię i Saturna aż do Ratusza,
- grzbiet północno-zachodni poprzez Zdziary, Rękawicę i Organy aż po turnię Okręt[3].